# Ecology of Everyday Life 毎日の環境学
『Ecology of Everyday Life 毎日の環境学』（エコロジー オヴ エヴリデイ ライフ まいにちのかんきょうがく）は、小沢健二の5枚目のオリジナル・アルバム。2006年3月8日に東芝EMIから発売された。

## 解説
2002年に発売のアルバム『Eclectic』以来4年ぶりのリリースで、全曲インストゥルメンタルの作品となっている。紙ジャケット仕様。
タイトルの元ネタは、チャイア・ヘラー著の『Ecology Of Everyday Life』で、ジャケットのイラストは1981年に出版された『Der Zupfgeigenhansl』が元ネタとなっている。
アーティスト写真が撮影されていなかったので、アーティスト写真の代わりにジャケット写真が使われることがあった。
収録曲の演奏時間が6分以上と長く、全曲で60分を越え、小沢のアルバムでは最長の作品。前作に続いて全曲シングル・カットされておらず、ミュージック・ビデオも制作されていない。
なお、アルバムタイトルに入っている「Ecology」の本来の意味は「生態学」であり、「環境学」という訳はあまり適当ではない。

## 収録曲
1. THE RIVER あの川 [7:38]
2. VOICES FROM WILDERNESS 未墾の地よりの声 [7:12]
「あらし」の一部が使用されている。
3. ECOLOGY OF EVERYDAY LIFE 毎日の環境学 [8:24]
タイトル曲。
4. JETSET JUNTA 空飛ぶ政府 [7:06]
5. THE SEA(I CAN HEAR HER BREATHING) あの海(彼女の息吹きが聞こえる) [10:06]
「THE RIVER あの川」の一部が再び使用されている。
6. SOLO LE PIDO A DIOS 祈ることは [7:59]
「愛について」の一部が使用されている。
7. SHADOW WORK 影にある仕事 [6:35]
8. SLEEPERS AWAKE/MATHRIMBA 眠れる人、目覚めよ/マトゥリンバ [8:46]

## 参加ミュージシャン・スタッフ
※出典
| 参加ミュージシャン - Kenji Ozawa：Drums, Acoustic Guitar - Adam Rogers, スティーヴ・カーン：Electric Guitar - Michael Hampton：Guitar - Erik Friedlander：Cello - Marty Ehrlich：Flute, Saxophone - Vincent Chancey：French Horn - Rock Isaac：Groovebox - Benjamin Love：Organ, Synthesizer - Bashiri Johnson：Percussion - Aaron Heick：Recorder, Saxophone - Kenny Seymour：Synthesizer - Steve Nelson：Vibraphone, Marimba | スタッフ - Kenji Ozawa：Producer - Tia Kane, Charisse Louallen：A&R - Mitsuo Shindo：Art Director - Izumi Itoyama：Design - Kris Lewis, The SOS Crew：Assistant Engineer - Soichi Kobayashi, Charisse Louallen, Minori Nakamura, Akira Miyake：Executive-Producer - Greg Calbi：Mastering - Steven Stanley - Mixing - James Farber：Recorded |